# 承公府
承公府，历史上曾称为恭亲王府、贝勒斐苏府，位于北京市东城区铁狮子胡同，是清朝顺治帝第五子常宁被封为恭亲王后的府邸。常宁死后，由其子息袭承，后降为镇国公后，称承公府。后斐苏加爵为多罗贝勒后称贝勒府。
清末，贝勒斐苏府与和亲王府被拆除，建造了三组砖木结构建筑，后来成为北洋政府海军部所在地和段祺瑞执政府。